# Serrasalmidae
Serrasalmidae é uma família de peixes actinopterígeos pertencentes à ordem Characiformes.

## Géneros
- Acnodon
- Colossoma - tambaqui
- Metynnis - pacu-prata
- Mylesinus
- Myleus - pacu
- Myloplus
- Mylossoma - pacu
- Ossubtus
- Piaractus
- Tometes
- Utiaritichthys

Géneros de piranhas
- Catoprion
- Pristobrycon
- Pygocentrus
- Pygopristis
- Serrasalmus
- †Megapiranha